# Confine tra Italia e Slovenia
Il confine tra l'Italia e la Slovenia ha una lunghezza di 232 km e si trova a nord-est dell'Italia e ad ovest della Slovenia. Entrambi i paesi aderiscono allo spazio Schengen.

## Caratteristiche geografiche

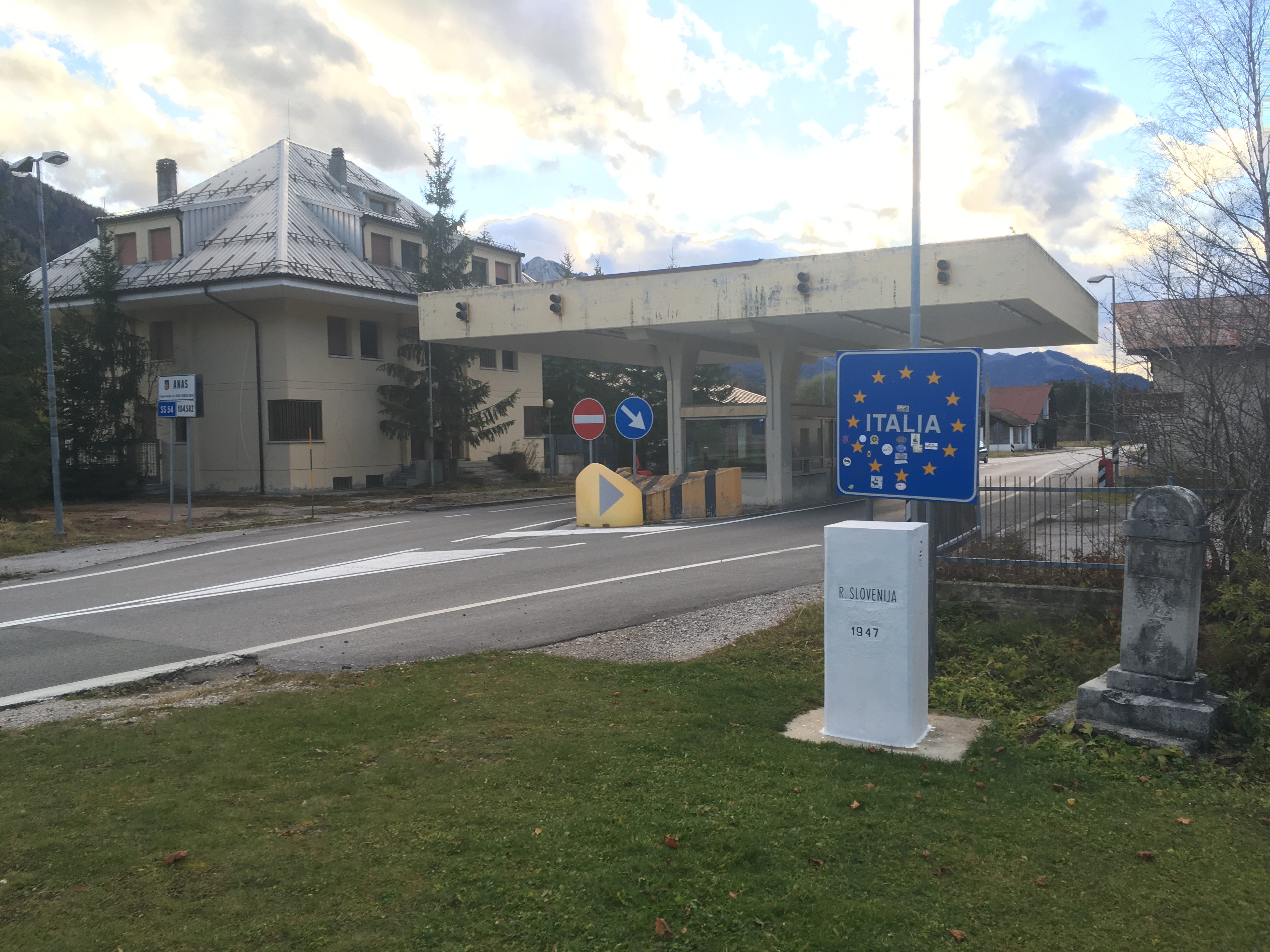
Valico di Fusine

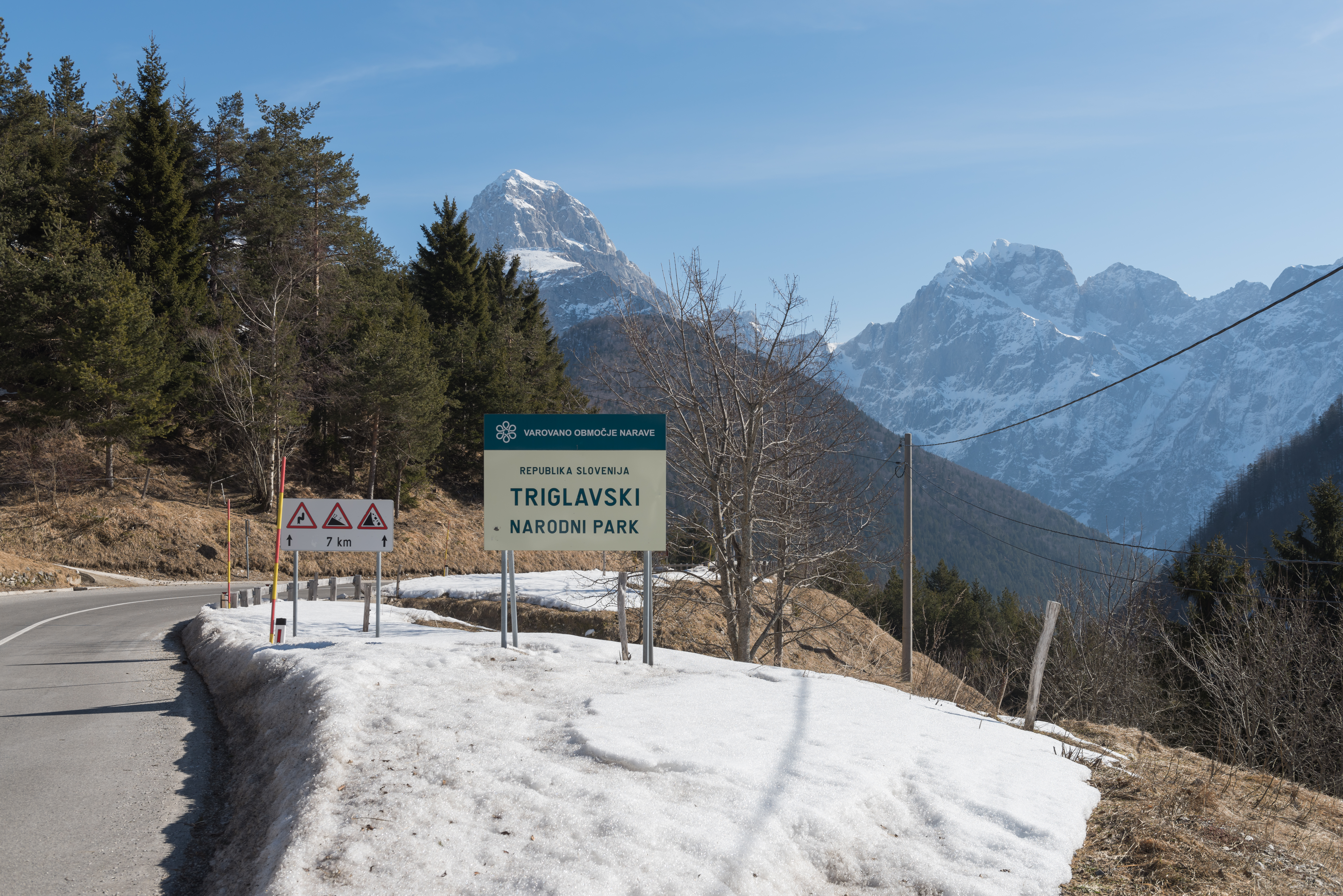
Passo del Predil

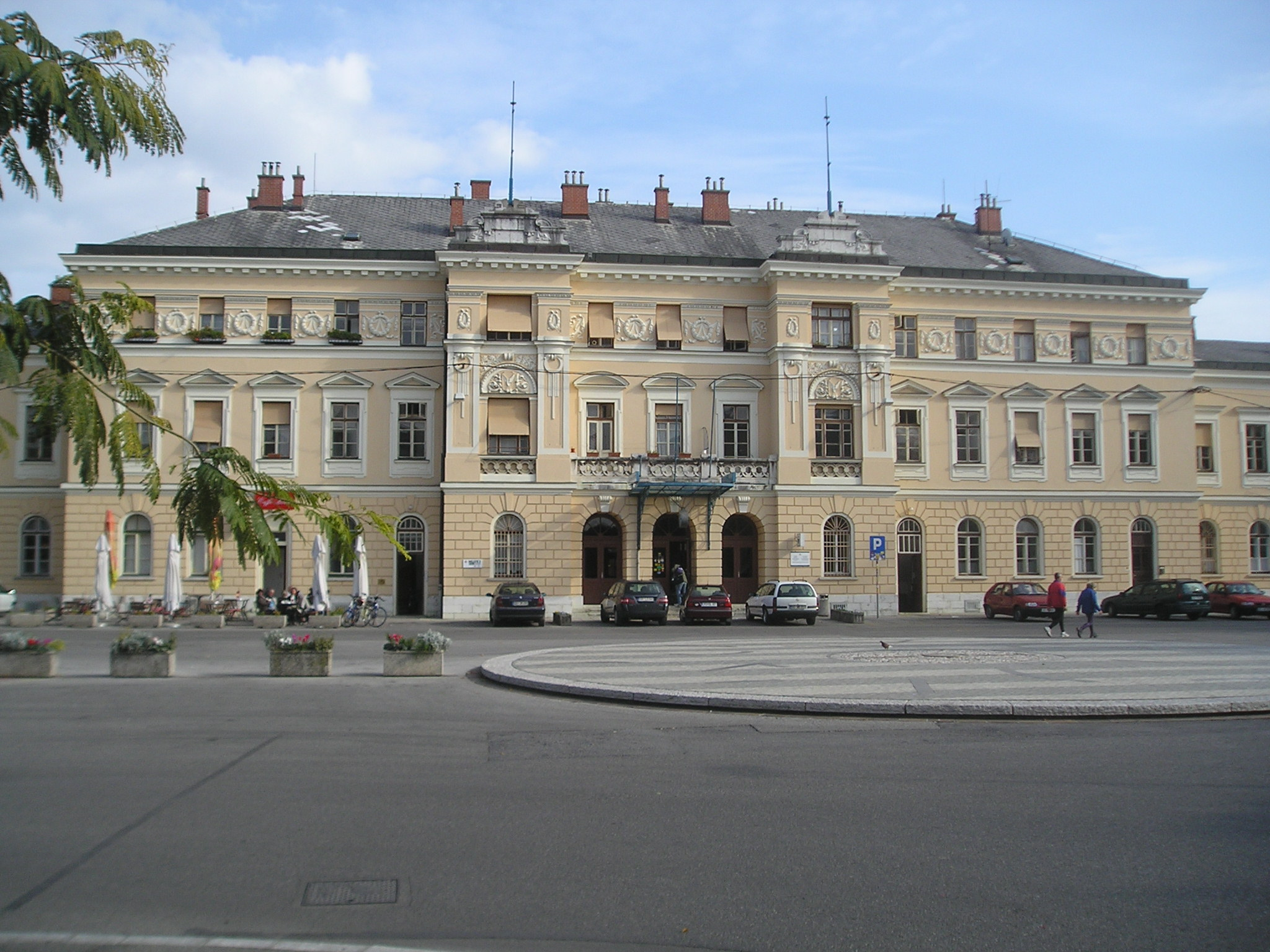
Piazza della Transalpina

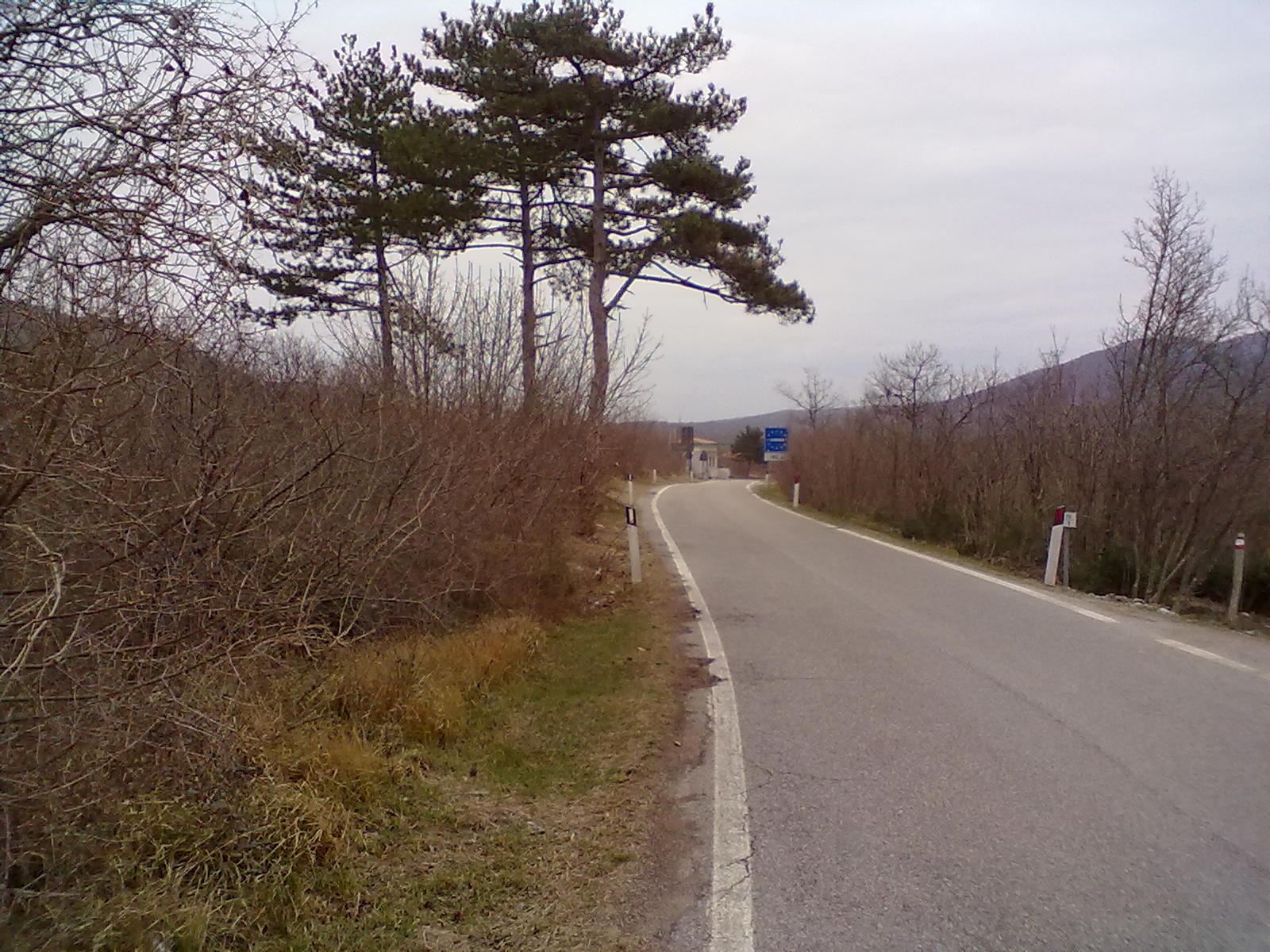
Valico di Jamiano

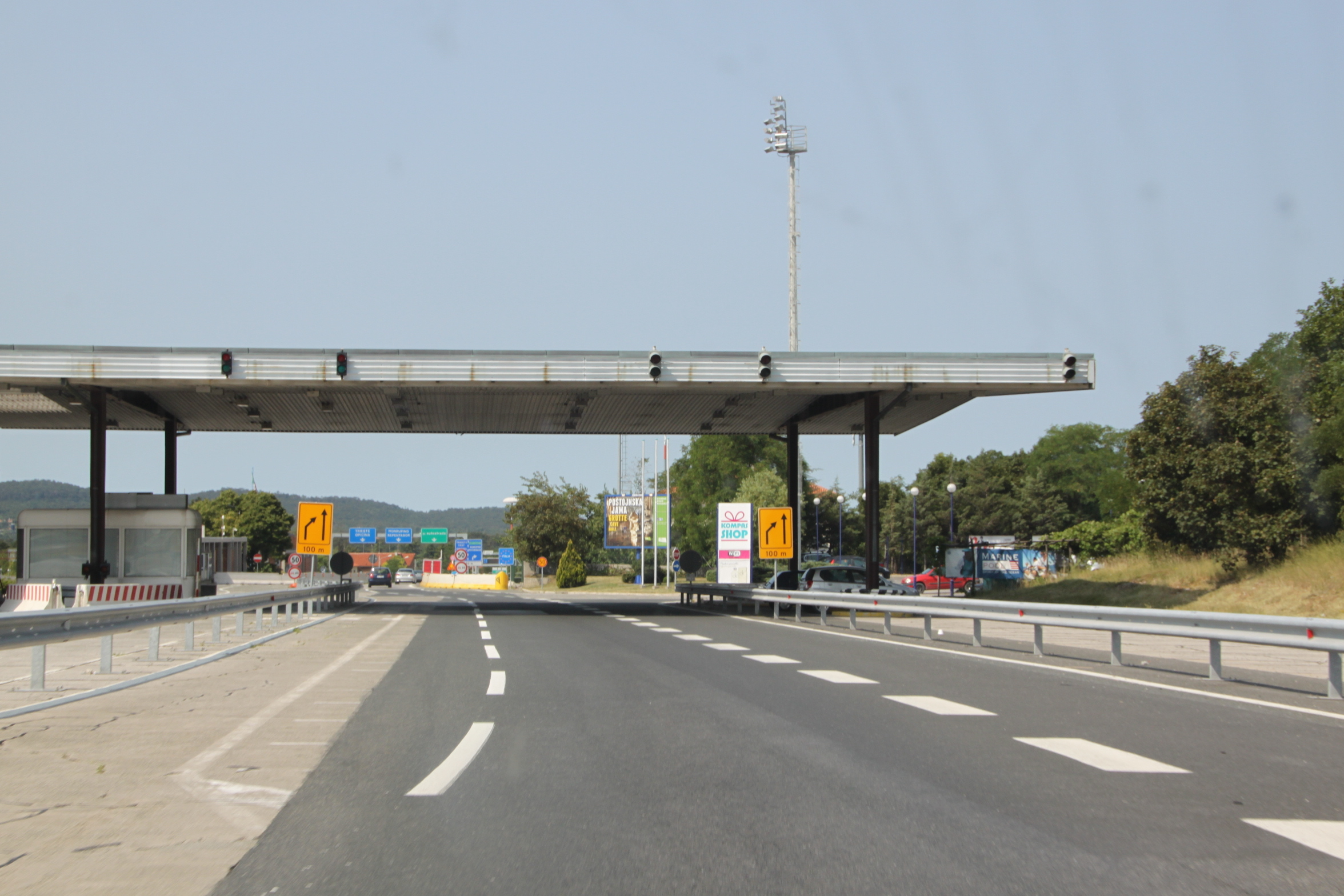
Valico di Fernetti

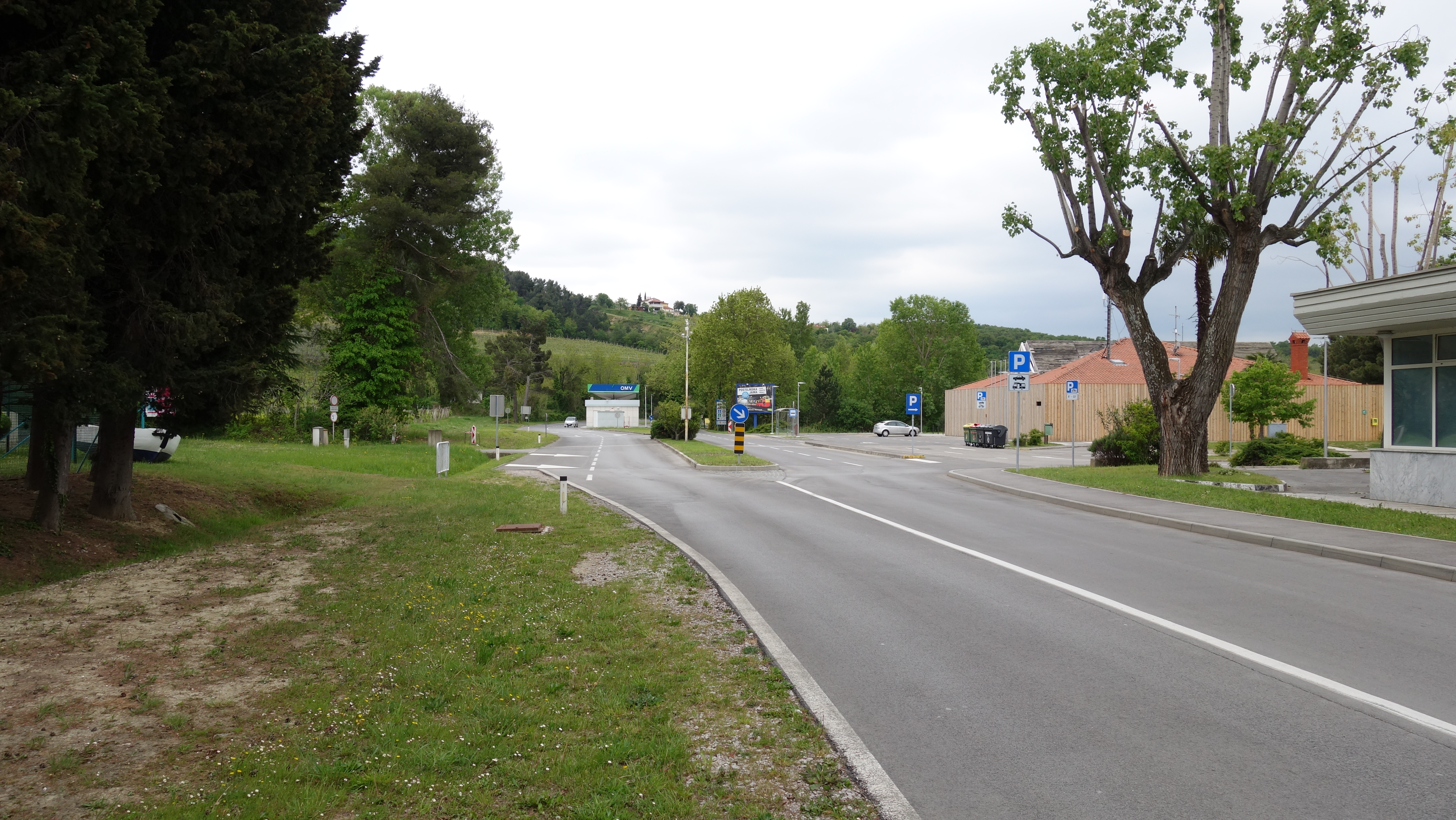
Valico di San Bartolomeo

Il confine inizia alla triplice frontiera collocata sul Monte Forno, dove si incontrano l'Austria, l'Italia e la Slovenia. Prosegue con direzione generale verso sud presso la località italiana di Grozzana (comune di Trieste), per poi piegare verso ovest fino alla località Lazzaretto (comune di Muggia), dove termina nell'Alto Adriatico.

## Storia
La definizione del confine, salvo alcune modifiche stabilite nel 1954, nel 1975 e nel 2017, risale al trattato di Parigi del 1947. Dopo il 1991 la Slovenia, quando divenne indipendente rispetto alla ormai disgregata Jugoslavia, subentrò in questo confine.
Nel 1954, il Memorandum di Londra stabilì la spartizione del Territorio Libero di Trieste tra l'Italia che si annetté la zona A e la Jugoslavia che si annetté la zona B, con una lieve modifica a favore di quest'ultima nel Muggesano.
Nel 1975 il Trattato di Osimo, firmato tra la Repubblica Italiana e l'allora Repubblica Socialista Federale di Jugoslavia, previde alcune correzioni alla linea stabilita nel 1947: sul Monte Sabotino ritornò all'Italia la cresta di cima fra la vetta e i ruderi della chiesa di San Valentino: l'Italia in cambio costruì una strada internazionale per collegare il Collio sloveno a Nova Gorica sulle pendici di quel monte. Fu inoltre stabilita l'evacuazione di alcune sacche di occupazione jugoslave in territorio italiano nella zona del monte Colovrat e la sistemazione dello status del Cimitero di Merna. Quest'ultimo, diviso dal confine dal 1947 con il filo spinato ed una rete metallica che passava tra le tombe, passò interamente sotto sovranità jugoslava in cambio di un'equivalente porzione di territorio ceduto all'Italia, nelle sue immediate vicinanze.
Nel 2017, in seguito ad un accordo italo-sloveno firmato a Trieste nel 2014, venne modificato il confine tra i due stati lungo il torrente Barbucina (Čubnica) a causa di un leggero spostamento del corso d'acqua che funge da linea di confine.

## Confine da nord a sud
| Italia                | Italia    | Italia                  | Italia             | Italia |                     | Slovenia       | Slovenia  | Slovenia      | Slovenia      |
| Regione               | Provincia |                         | Comune             | Dogana | Dogana              |                | Comune    | Regione       |               |
| --------------------- | --------- | ----------------------- | ------------------ | ------ | ------------------- | -------------- | --------- | ------------- | ------------- |
| Austria               |           |                         |                    |        |                     |                |           |               |               |
| Friuli-Venezia Giulia | Udine     |                         | Tarvisio           |        | A l p i g i u l i e |                |           | Kranjska Gora | Alta Carniola |
| Friuli-Venezia Giulia | Udine     |                         | Tarvisio           |        | A l p i g i u l i e | Plezzo         | Goriziano |               |               |
| Friuli-Venezia Giulia | Udine     | Chiusaforte             |                    |        | A l p i g i u l i e | Plezzo         | Goriziano |               |               |
| Friuli-Venezia Giulia | Udine     | Resia                   |                    |        | A l p i g i u l i e | Plezzo         | Goriziano |               |               |
| Friuli-Venezia Giulia | Udine     | Caporetto               |                    |        | A l p i g i u l i e |                | Goriziano |               |               |
| Friuli-Venezia Giulia | Udine     | Faedis                  |                    |        | A l p i g i u l i e |                | Goriziano |               |               |
| Friuli-Venezia Giulia | Udine     | Torreano                |                    |        | A l p i g i u l i e |                | Goriziano |               |               |
| Friuli-Venezia Giulia | Udine     | Pulfero                 |                    |        | A l p i g i u l i e |                | Goriziano |               |               |
| Friuli-Venezia Giulia | Udine     | Savogna                 |                    |        | A l p i g i u l i e |                | Goriziano |               |               |
| Friuli-Venezia Giulia | Udine     | Grimacco                |                    |        | A l p i g i u l i e |                | Goriziano |               |               |
| Friuli-Venezia Giulia | Udine     | Drenchia                |                    |        | A l p i g i u l i e |                | Goriziano |               |               |
| Friuli-Venezia Giulia | Udine     | Tolmino                 |                    |        | A l p i g i u l i e |                | Goriziano |               |               |
| Friuli-Venezia Giulia | Udine     | Canale d'Isonzo         |                    |        | A l p i g i u l i e |                | Goriziano |               |               |
| Friuli-Venezia Giulia | Udine     | Grimacco                |                    |        | A l p i g i u l i e |                | Goriziano |               |               |
| Friuli-Venezia Giulia | Udine     | Stregna                 |                    |        | A l p i g i u l i e |                | Goriziano |               |               |
| Friuli-Venezia Giulia | Udine     | Prepotto                |                    |        | A l p i g i u l i e |                | Goriziano |               |               |
| Friuli-Venezia Giulia | Udine     | Collio                  |                    |        | A l p i g i u l i e |                | Goriziano |               |               |
| Friuli-Venezia Giulia | Gorizia   |                         | Dolegna del Collio |        | A l p i g i u l i e |                | Goriziano |               |               |
| Friuli-Venezia Giulia | Gorizia   | Cormons                 |                    |        | A l p i g i u l i e |                | Goriziano |               |               |
| Friuli-Venezia Giulia | Gorizia   | San Floriano del Collio |                    |        | A l p i g i u l i e |                | Goriziano |               |               |
| Friuli-Venezia Giulia | Gorizia   | Gorizia                 |                    |        | A l p i g i u l i e |                | Goriziano |               |               |
| Friuli-Venezia Giulia | Gorizia   |                         | Nova Gorica        |        |                     |                | Goriziano |               |               |
| Friuli-Venezia Giulia | Gorizia   | San Pietro-Vertoiba     |                    |        |                     |                | Goriziano |               |               |
| Friuli-Venezia Giulia | Gorizia   | Savogna d'Isonzo        |                    |        |                     |                | Goriziano |               |               |
| Friuli-Venezia Giulia | Gorizia   | Merna-Castagnevizza     |                    |        |                     |                | Goriziano |               |               |
| Friuli-Venezia Giulia | Gorizia   | Doberdò del Lago        |                    |        |                     |                | Goriziano |               |               |
| Friuli-Venezia Giulia | Gorizia   | Comeno                  |                    |        |                     |                | Goriziano |               |               |
| Friuli-Venezia Giulia | Trieste   |                         | Duino-Aurisina     |        |                     |                | Goriziano |               |               |
| Friuli-Venezia Giulia | Trieste   |                         | Duino-Aurisina     |        | Sesana              | Litorale-Carso |           |               |               |
| Friuli-Venezia Giulia | Trieste   | Sgonico                 |                    |        | Sesana              | Litorale-Carso |           |               |               |
| Friuli-Venezia Giulia | Trieste   | Monrupino               |                    |        | Sesana              | Litorale-Carso |           |               |               |
| Friuli-Venezia Giulia | Trieste   | Trieste                 |                    |        | Sesana              | Litorale-Carso |           |               |               |
| Friuli-Venezia Giulia | Trieste   | San Dorligo della Valle |                    |        | Sesana              | Litorale-Carso |           |               |               |
| Friuli-Venezia Giulia | Trieste   | Erpelle-Cosina          |                    |        |                     | Litorale-Carso |           |               |               |
| Friuli-Venezia Giulia | Trieste   | Capodistria             |                    |        |                     | Litorale-Carso |           |               |               |
| Friuli-Venezia Giulia | Trieste   | Muggia                  |                    |        |                     | Litorale-Carso |           |               |               |
| Friuli-Venezia Giulia | Trieste   | Ancarano                |                    |        |                     | Litorale-Carso |           |               |               |
| Mare Adriatico        |           |                         |                    |        |                     |                |           |               |               |

## Valichi tra Italia e Slovenia
- Valico di Fusine
- Passo del Predil
- Piazza della Transalpina
- Valico di Basovizza
- Valico di Caresana
- Valico di Devetachi
- Valico di Fernetti
- Valico di Jamiano
- Valico di Merna
- Valico di Monrupino
- Valico di Noghere
- Valico di Pesek
- Valico di Prebenico
- Valico di Rabuiese
- Valico di San Bartolomeo
- Valico di San Pelagio
- Valico di Vencò